# Aulis Sallinen

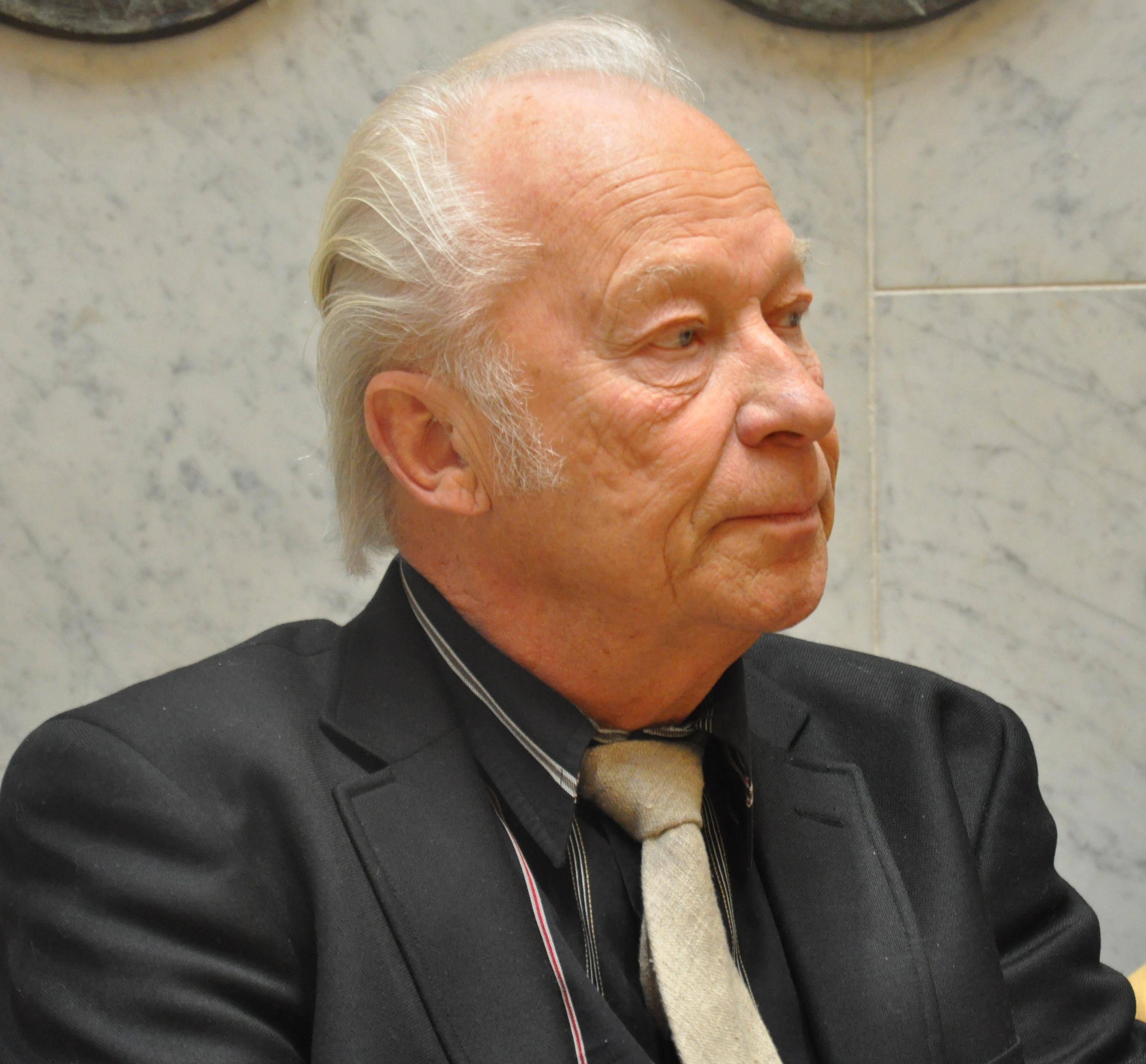
Aulis Sallinen am 20. Februar 2009

Aulis Sallinen (* 9. April 1935 in Salmi) ist ein finnischer Komponist.

## Leben und Wirken
Aulis Sallinen wurde 1935 in Salmi am Ladogasee (1940 von der Sowjetunion annektiert) geboren. Er studierte ab 1955 an der Sibelius-Akademie unter Aarre Merikanto und Joonas Kokkonen und machte dort 1960 seinen Abschluss. Von 1960 bis 1970 war Sallinen Intendant des Radion sinfoniaorkestri (RSO). Er unterrichtete von 1965 bis 1976 an der Sibelius-Akademie Tonsatz und Komposition. 1970 wirkte er als Juror bei den Weltmusiktagen der Internationalen Gesellschaft für Neue Musik (ISCM World Music Days) in Basel. Von 1971 bis 1976 war er Präsident des finnischen Komponistenverbandes.
1978 erhielt Sallinen für seine Oper Ratsumies den Musikpreis des Nordischen Rates. 1983 wurde er zusammen mit Krzysztof Penderecki mit dem Wihuri-Sibelius-Preis ausgezeichnet.

## Werke

### Bühnenwerke
- Ratsumies (Der Reitersmann), Oper in 3 Akten (1973/74), Paavo Haavikko, Auftragswerk der  Stadt Savonlinna zur 500-Jahr-Feier der traditionsreichen Burg Olavinlinna, ein Festivalort
- Punainen viiva (Der rote Strich), Oper in 2 Akten (1976–1978), basiert auf dem gleichnamigen Roman von Ilmari Kianto; Uraufführung 1978 in der Nationaloper Helsinki; später auch im Covent Garden Opera House, London
- Der König geht nach Frankreich, Oper in 3 Akten (Zwei Teilen), Libretto Paavo Haavikko, Uraufführung am 7. Juli 1984 bei den Savonlinna-Opernfestspielen
- Kullervo, Oper in 2 Akten (1986–1988), basiert auf einer Episode des finnischen Nationalepos Kalevala von Elias Lönnrot und dem Schauspiel gleichen Namens aus dem Jahre 1864 von Aleksis Kivi. Die Oper wurde am 25. Februar 1992 in Dorothy Chandler Pavillon in Los Angeles uraufgeführt
- Elämän ja kuoleman lauluja (Songs of Life and Death), Oper (1994)
- Palatsi (Der Palast), Oper in 3 Akten (1993, Uraufführung 1995 in Savonlinna), Libretto Irene Dische und Hans Magnus Enzensberger nach Ryszard Kapuścińskis Roman König der Könige
- Kuningas Lear (König Lear), Oper (1999), basiert auf dem Schauspiel König Lear von William Shakespeare
- Barabbas-Dialoge, Oratorium für Sänger, Erzähler und Kammerensemble, opus 84. Auftragswerk für das Musikfestival in Naantali, Finnland 2003, deutsche Erstaufführung als Kammeroper: Juni 2011, Oper Frankfurt, Bockenheimer Depot, Frankfurt am Main, Inszenierung: Ute E. Engelhardt

### Sinfonien
- Sinfonie Nr. 1, op. 24 (1971)
- Sinfonie Nr. 2 Symphonic Dialogue, op. 29 (für Schlagzeug und Orchester) (1972)
- Sinfonie Nr. 3, op. 35 (1975)
- Sinfonie Nr. 4, op. 49 (1979)
- Sinfonie Nr. 5 Washington Mosaics, op. 57 (1985–1987)
- Sinfonie Nr. 6 From a New Zealand Diary, op. 65 (1990)
- Sinfonie Nr. 7 The Dreams of Gandalf, op. 71 (1996)
- Sinfonie Nr. 8 Autumnal Fragments, op. 81 (2001)

### Orchesterwerke
- Mauermusik, Op. 7 (1963)
- Variations for Orchestra, Op. 8 (1963)
- Violin Concerto, Op. 18 (1968)
- Chorali for wind orchestra, Op. 22 (1970)
- Chamber Music I, for string orchestra, Op. 38 (1975)
- Chamber Music II, for alto flute and string orchestra Op. 41 (1976)
- Cello Concerto, Op. 44 (1977)
- Dies Irae, for soprano, bass, male choir and orchestra, Op. 47 (1978)
- Shadows, Op. 52 (1982)
- Chamber Music III The Nocturnal Dances of Don Juan Quixote, for cello and string orchestra Op. 58 (1983)
- Sunrise Serenade, Op. 63 (1989)
- Songs of Life and Death, for baritone, choir and orchestra, Op. 69 (1995)
- Flute Concerto Harlequin, Op. 70 (1995)
- Palace Rhapsody for wind orchestra, Op. 72 (1996)
- Introduction and Tango Overture for piano and string orchestra, Op. 74b (1997)
- A Solemn Overture (King Lear), Op. 75 (1997)
- Chamber Music IV, for piano and string orchestra, Op. 79 (2000)
- Chamber Music V Barabbas Variations, for accordion and string orchestra, Op. 80 (2000)
- Horn Concerto Campane ed Arie, Op. 82 (2002)
- Chamber Concerto for violin, piano and string orchestra, Op. 87 (2005)
- Chamber Music VI Trois invitations au voyage for string quartet and string orchestra, Op. 88 (2006)
- Concerto for clarinet, viola and chamber orchestra, Op. 91 (2007) (also for clarinet, cello and chamber orchestra, Op. 91a)
- Chamber Music VII Cruseliana, for soloist wind quintet and string orchestra, Op. 93 (2007)
- Chamber Music VIII The Trees, All Their Green (Paavo Haavikko in memoriam), for cello and string orchestra, Op. 94 (2008)
- English Horn Concerto, Op. 97 (2010–11)

Neben Vokal- und Chormusiken, die er oft Kinderchören widmete, schrieb er Filmmusiken wie Anfang der 1980er Jahre die Musik zum mehrteiligen Fernsehfilm Eiserne Zeit über das Epos von Kalevala.

### Werke für Blasorchester
- Chorali op. 22 für sinfonisches Blasorchester (1970)
- Vantaa-fanfaari op. 27 (1971)
- Shadows, Präludium für sinfonisches Blasorchester op. 52 (1983)
- Palace Rhapsody op. 72 (1976)